# Časovna razporeditev v Tolkienovi mitologiji
Časovna razporeditev v Tolkienovi mitologiji je predstavljena z dobami:

## Sončeva leta
V Srednjem svetu so Eldarji upoštevali tudi kratki čas sončnega leta, imenovanega coranar, to je »sončni krog«, kadar so ga obravnavali bolj ali manj astronomsko, kadar pa so upoštevali predvsem letne spremembe v vegetaciji, kakor je bilo pri Eldarjih nasploh v navadi, pa so mu ponavadi pravili loa, kar pomeni »rast« (še posebno v severozahodnih deželah). Loa se je delila na obdobja, v katerih je mogoče videti bodisi dolge mesece bodisi kratke letne čase.

## Veki
Opisani v Dodatku B Gospodarja prstanov.

### Prvi vek
Prvi vek se je končal z Veliko bitko, v kateri je valinorska vojska razdejala Thangorodrim in vrgla s prestola Morgorotha. Večina Noldorjev se je potem vrnila na Daljni zahod, tako da so prebivali na Eressëi v dogledu Valinorja; mnogi izmed Sindarjev pa so prav tako šli prek Morja.

### Drugi vek
Drugi vek se je končal s prvim padcem Saurona, Morgothovega služabnika in s prevzemom Edinega Prstana.

### Tretji vek
Tretji vek se je iztekel z vojno za Prstan; a obveljalo je, da se Četrti vek ni začel, dokler se ni odpravil mojster Elrond z zadnjimi vilini in je prišel čas za gospostvo Človeka in začetek konca vseh drugih »govorečih rodov« v Srednjem svetu.

### Četrti vek
V Četrtem veku so prejšnjim vekom pogosto pravili kar Starši dnevi; v resnici je bilo to ime dano samo dnem pred izgonom Morgotha.